# Église Saint-Louis de Khlédia
L'église Saint-Louis de Khlédia, située dans la ville de Khalidia ou Khelidia en Tunisie, est une église catholique construite en 1939 pendant le protectorat français. Cédée au gouvernement tunisien en 1964, elle abrite désormais la maison de la culture de la ville.

## Historique de l'église
La petite taille du village de Khlédia explique qu'il faille attendre 1939 pour que les fidèles puissent bénéficier d'un lieu de culte permanent rattaché à la paroisse de M'Rira. Le 19 février, devant 400 paroissiens, la nouvelle église est bénie par l'archevêque de Carthage, Monseigneur Alexis Lemaître.
L'architecture de l'édifice est conçue dans le style romano-art déco comme les églises tunisiennes de Bellevue (1926), Saint-Germain (1929), Mégrine-Coteaux (1936) et Béja (1936). Composée d'une nef unique couverte d'un plafond plat, elle est dotée d'un clocher-tour placé à l'angle de la façade principale et décoré de hautes arcatures aveugles dans lesquelles viennent s'incruster des pilastres. Sur les côtés latéraux, les murs sont renforcés par des contreforts qui se prolongent jusqu'à leurs sommets.
Placée sous le patronage de saint Louis, mort devant Tunis lors de la huitième croisade, l'église arbore fièrement sur sa façade la devise latine Gesta Dei per Francos (« actions de Dieu par l'intermédiaire des Francs »), titre d'une histoire de la Première croisade rédigée au XIIe siècle par l'historien Guibert de Nogent et, lors de l'inauguration, le président des colons de la région, Lhuillier, croit bon de préciser que ce titre est encore « un symbole, un idéal, le nôtre ».

## Bâtiment après l'indépendance
L'indépendance du pays en 1956 provoque le départ de nombreux Européens vers la France et l'Italie mais la région, essentiellement agricole, est moins touchée que les grandes villes par le départ des fonctionnaires.
Le 19 juin 1961, un article d'Afrique Action intitulé « Document : l'échec de saint Augustin » présente avec sévérité une Église catholique restée étrangère au pays dont les structures françaises ont été simplement transplantées et dont les communautés chrétiennes vont en s'amenuisant, d'où cette conséquence : « Un jour, une seule église contiendra tous les fidèles et la désignation d'un évêque ne se justifiera plus ». Et l'auteur anonyme de conclure : « Morte est la formule que l'on peut encore voir au fronton d'une église à deux kilomètres de Tunis : Gesta Dei per Francos ».
La nationalisation des terres européennes le 12 mai 1964 porte le coup de grâce aux Européens de Tunisie. Les colons français comme italiens sont expulsés et n'ont d'autre choix que de quitter la région. Le modus vivendi signé entre le gouvernement tunisien et le Vatican le 10 juillet 1964 prend acte de cette disparition de la communauté chrétienne de Khelidia. Son église est cédée au gouvernement tunisien avec l'assurance qu'elle ne sera utilisée qu'à des fins d'intérêt public compatibles avec son ancienne destination.
Elle abrite désormais la maison de culture de la ville.

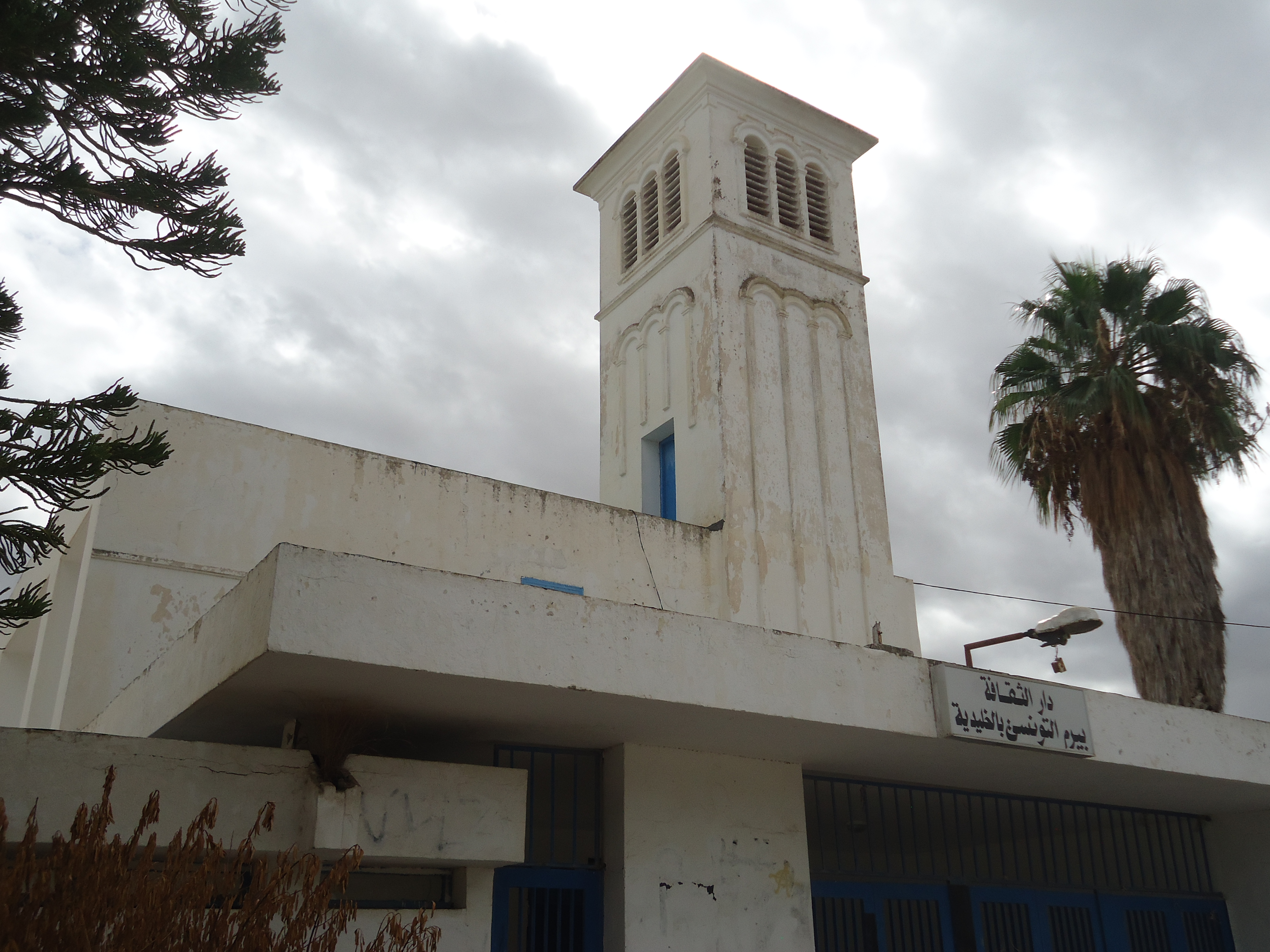
Clocher de l'église.
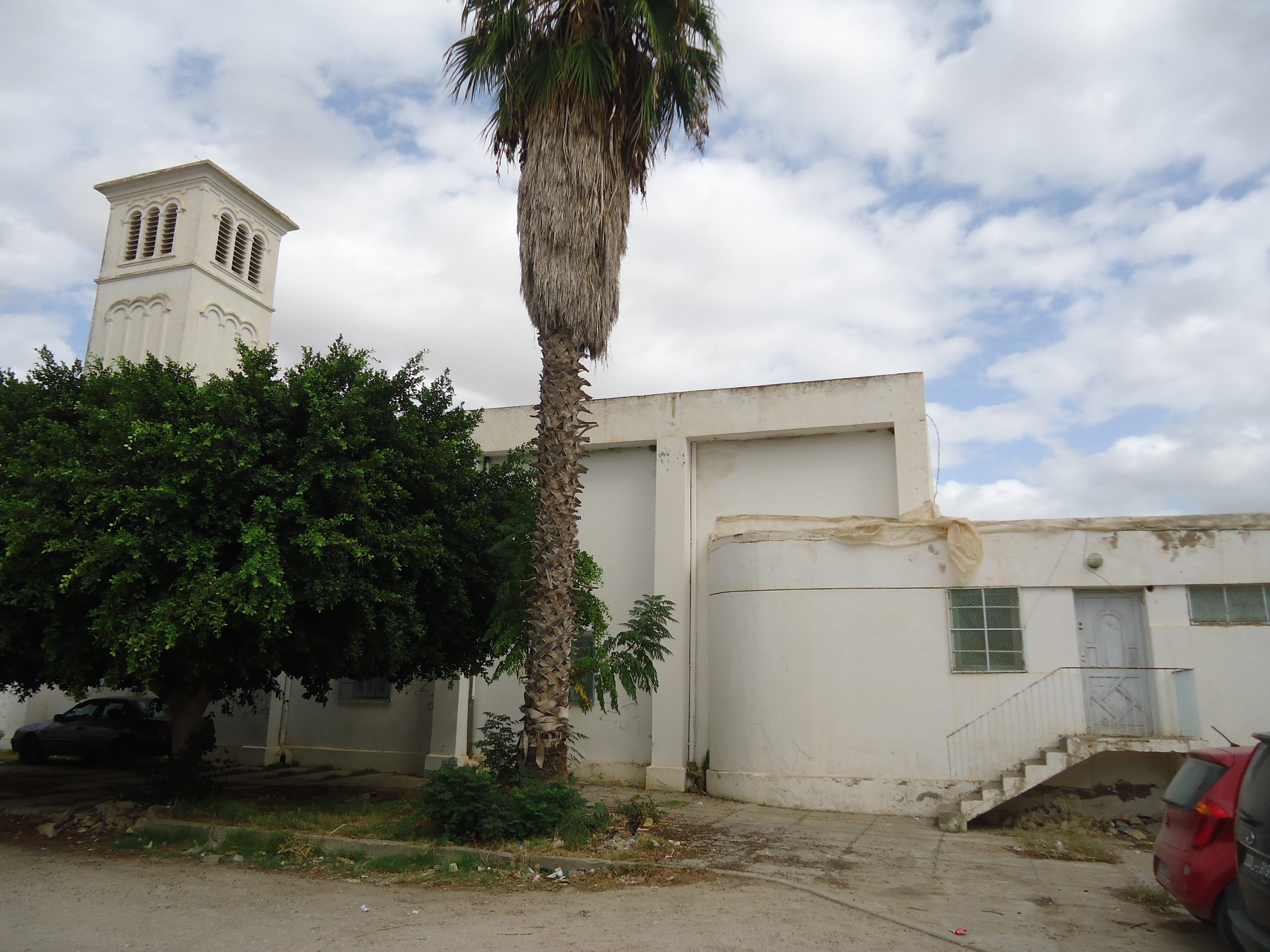
Côté sud-est.
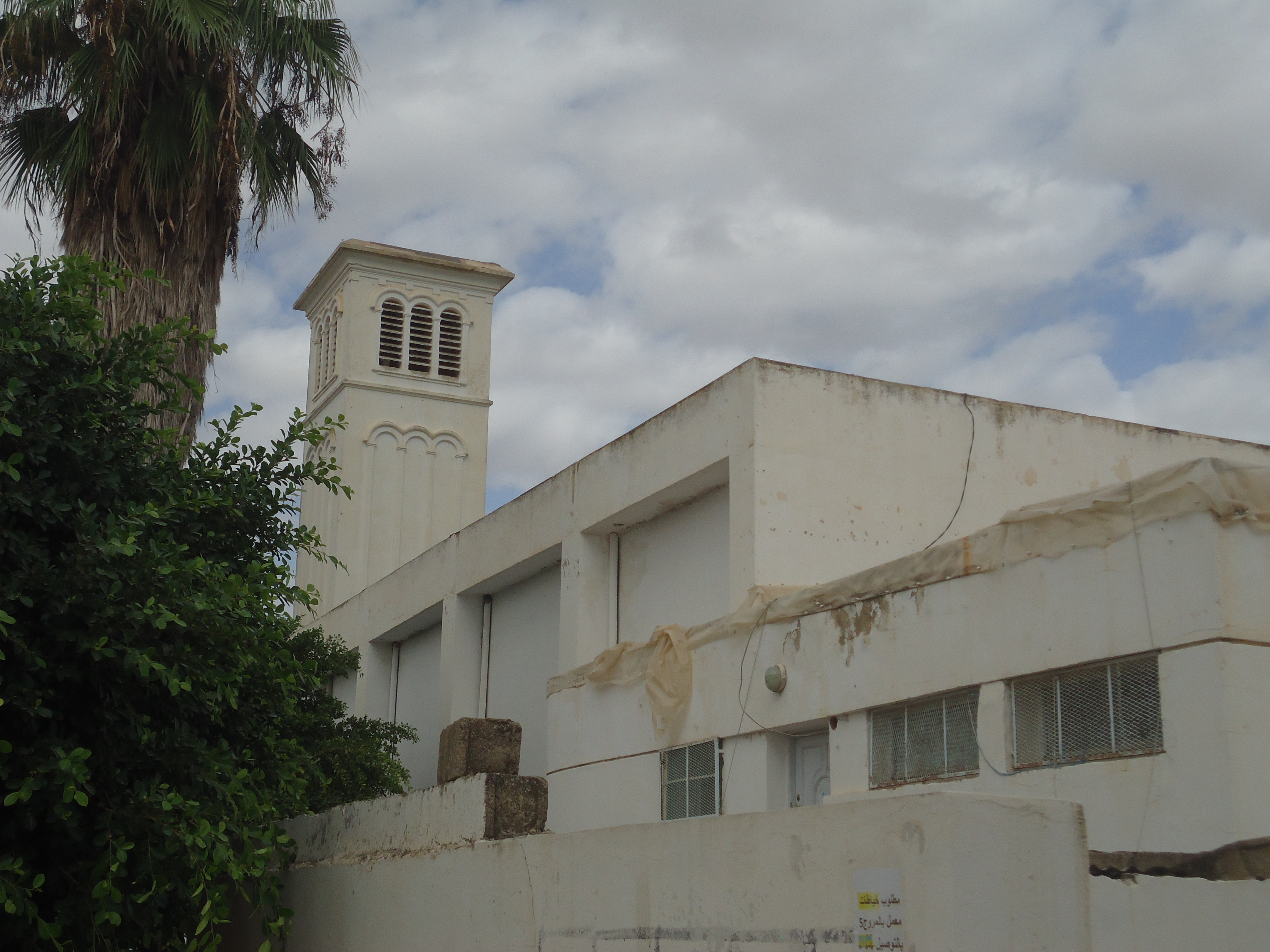
Côté sud-est.
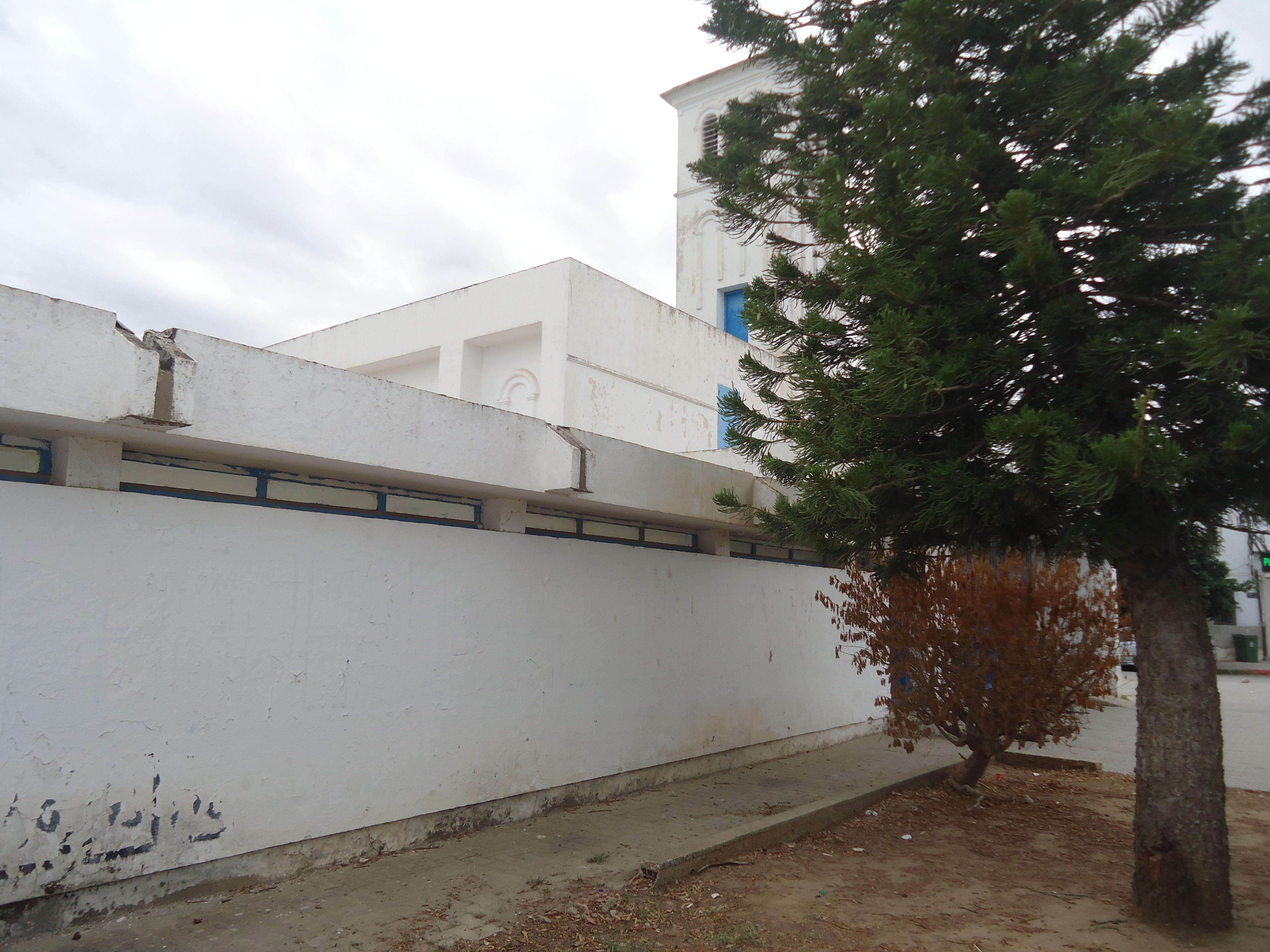
Côté nord-est.